# Ernst Tetzner
Ernst Tetzner (geboren 1906 in Altenburg; gestorben nach 1978) war ein deutscher Turner.

## Wirken
Schon als Kind war er begeisterter Turner. 
Bei den Olympischen Spielen 1936 war er Ersatzmann in der Deutschlandriege. Nach dem Krieg war er bei der BSG Motor Altenburg viele Jahre lang Abteilungsleiter Turnen. Er gehörte von 1947 bis 1950 der DDR-Nationalmannschaft im Turnen an. Tetzner war Mitglied des Landessportausschusses von Thüringen.